# Marion Vernoux
Pour les articles homonymes, voir Vernoux.
Marion Vernoux, née le 29 juin 1966 à Montreuil, est une réalisatrice, scénariste et parolière française.

## Biographie

### Origines
Marion Vernoux est la fille unique d’une directrice de casting et d’un décorateur. De ce fait, elle se trouve immergée dans le monde du cinéma dès l'enfance, que ce soit dans les studios de Boulogne-Billancourt ou au contact d'acteurs et réalisateurs, comme Bernard Blier, Henri Verneuil, Roman Polanski ou encore Patrice Chéreau.

### Carrière
Après avoir obtenu son baccalauréat, elle devient assistante de production et scénariste pour Pacific Palisades de Bernard Schmitt, un film inspiré d'une période de serveuse aux États-Unis. Elle est également coauteur, avec Florent Pagny, de la chanson N'importe quoi que ce dernier interprète.
En 1991, elle signe sa première réalisation, Pierre qui roule, un téléfilm pour la chaine de télévision Arte. Puis trois ans plus tard, son premier long métrage, Personne ne m'aime, avec notamment Bernadette Lafont, Bulle Ogier et Jean-Pierre Léaud.

### Jury de festival
- 2019 : Festival Paris courts devant
- 2021 : Festival du cinéma russe à Honfleur

### Engagement
Elle est membre du collectif 50/50 qui a pour but de promouvoir l’égalité des femmes et des hommes et la diversité dans le cinéma et l’audiovisuel,.

### Vie privée
Marion Vernoux a été mariée au réalisateur Jacques Audiard, rencontré en 1988, avec qui elle a eu trois enfants.

## Filmographie

### Réalisatrice et scénariste

#### Télévision
- 1991 : Pierre qui roule
- 2008 : Rien dans les poches
- 2021 : Comme des reines Prix Média Enfance Majuscule 2023[4], catégorie Fiction.
- 2025 : Frotter frotter

#### Cinéma
- 1994 : Personne ne m'aime
- 1996 : Love, etc.
- 1996 : Ded@ns, segment de L'amour est à réinventer, dix histoires d'amours au temps du sida
- 1999 : Rien à faire
- 2000 : Drugstore, segment de Scénarios sur la drogue
- 2001 : Reines d'un jour
- 2004 : À boire
- 2013 : Les Beaux Jours
- 2015 : Et ta sœur
- 2018 : Bonhomme

### Scénariste uniquement
- 1990 : Pacific Palisades, de Bernard Schmitt
- 1998 : La voie est libre, de Stéphane Clavier
- 1999 : Vénus Beauté (Institut), de Tonie Marshall
- 2003 : Jusqu'au bout de la route, de Jérôme Boivin (TV)

### Actrice
- 1996 : Je n'en ferai pas un drame de Dodine Herry
- 2016 : Grave de Julia Ducournau : l'infirmière
- 2019 : Le Grand Bazar (téléfilm) de Baya Kasmi : conseillère RH
- 2025 : Mikado de Baya Kasmi : la mère de Mikado

## Théâtre
- 2013 : Les Bulles, adaptée d'une nouvelle de Claire Castillon, Théâtre Marigny[5] : mise en scène

## Publication
- Mobile home (roman), Éditions de l'Olivier, 2017  (ISBN 978-2-8236-1133-5), 220 p.